# تشارلز هارينجتون
تشارلز هارينجتون هو قاضي وسياسي كندي، ولد في 11 يونيو 1804 في هاليفاكس في كندا، وتوفي في 23 أكتوبر 1864. انتخب عضو مجلس نواب نوفا سكوتيا.